# Billy Coutu
Wilfrid Arthur „Billy“ Coutu (* 1. März 1892 in North Bay, Ontario; † 28. Februar 1978 in Sault Ste. Marie, Ontario) war ein professioneller kanadischer Eishockeyspieler und -trainer, der in seiner aktiven Zeit von 1915 bis 1933 unter anderem für die Montréal Canadiens, Hamilton Tigers und Boston Bruins in der National Hockey League gespielt hat.

## Karriere
Billy Coutu begann seine Karriere als Eishockeyspieler in der Amateurmannschaft der Michigan Soo Indians, für die er in der Saison 1915/16 aktiv war. Anschließend erhielt er einen Vertrag bei den Montréal Canadiens, für die er in der Saison 1916/17 sein Debüt im professionellen Eishockey gab, als er für die Kanadier in der National Hockey Association spielte, für die er von 1917 bis 1926 in deren Nachfolgeliga, der National Hockey League, auf dem Eis stand und mit denen er in der Saison 1923/24 zum ersten und einzigen Mal in seiner Laufbahn den prestigeträchtigen Stanley Cup gewann. Einzig während der Saison 1920/21 lief er auf Leihbasis für deren Ligarivalen Hamilton Tigers auf. Am 22. Oktober 1926 wurde der Verteidiger von den Montréal Canadiens im Tausch für Amby Moran an die Boston Bruins abgegeben. Bei seiner ersten Trainingseinheit mit den Bruins verletzte sich sein Mitspieler Eddie Shore bei einem Zweikampf schwer an einem seiner Ohren. Daraufhin gab dieser an, dass Coutu ihn absichtlich mit seinem Hockey-Schläger angegriffen hätte. Coutu wurde mit einer 50-$-Strafe belegt, die jedoch zurückgenommen wurde, nachdem Shore seine Aussage widerrief.
In den Stanley-Cup-Playoffs schlug Coutu in einem Spiel Schiedsrichter Jerry LaFlamme, woraufhin er eine lebenslange Spielsperre für die National Hockey League erhielt. Dies war die erste und bislang einzige lebenslange Spielsperre, die jemals in der NHL ausgesprochen wurde. Daraufhin wechselte der Linksschütze in die Canadian-American Hockey League, in der er zunächst von 1927 bis 1929 für die New Haven Eagles und Newark Bulldogs auflief. Nach zwei Jahren bei den Minneapolis Millers aus der American Hockey Association, beendete der Kanadier in der Saison 1932/33 bei seinem Ex-Club Providence Reds in der Canpro seine Karriere als Spieler. Von 1933 bis 1935 war Coutu als Cheftrainer der Providence Reds in der Canpro tätig, deren Meisterschaft er in der Saison 1933/34 mit seiner Mannschaft gewann.

## Erfolge und Auszeichnungen
- 1924 Stanley-Cup-Gewinn mit den Montréal Canadiens
- 1934 Meister Canpro mit den Providence Reds (als Trainer)